# Wish (låt)
Wish är en låt av det amerikanska industrirockbandet Nine Inch Nails, utgiven på EP-skivan Broken från 1992.
Nine Inch Nails vann med "Wish" en amerikansk Grammy för bästa heavy metal-låt.